# Юсифов, Самир Сабирович
Самир Сабирович Юсифов (азерб. Samir Sabiroviç Yusifov; 11 февраля 1994, Ставрополь, Россия) — российский и азербайджанский футболист.

## Клубная карьера
Родился в Ставрополе, где и начал заниматься футболом, Играл и тренировался там до 12 лет. Его приглашали несколько команд, в итоге он принял предложение московского «Спартака». 4 года отыграл в молодежном составе, после чего перешёл в дубль «Локомотива», где выступал пару лет. Клубную карьеру начинал в азербайджанском клубе Сумгаит, далее играл в бакинском Нефтчи, за который выступал в Кубке Азербайджана. С 2014 по 2016 годы играл за красноярский «Енисей», в 2016 году выступал за «Орёл».

## Международная карьера
В 15 лет впервые получил приглашение в юношескую сборную России. Самир выступал за сборные России разных возрастов, забил два мяча в ворота юношеской сборной Турции, также его параллельно вызывали и в юношескую сборную Азербайджана. Сначала он отказывал, но затем принял предложение, играл в квалификации к чемпионату Европы, был капитаном команды.